# Sugfiltrering

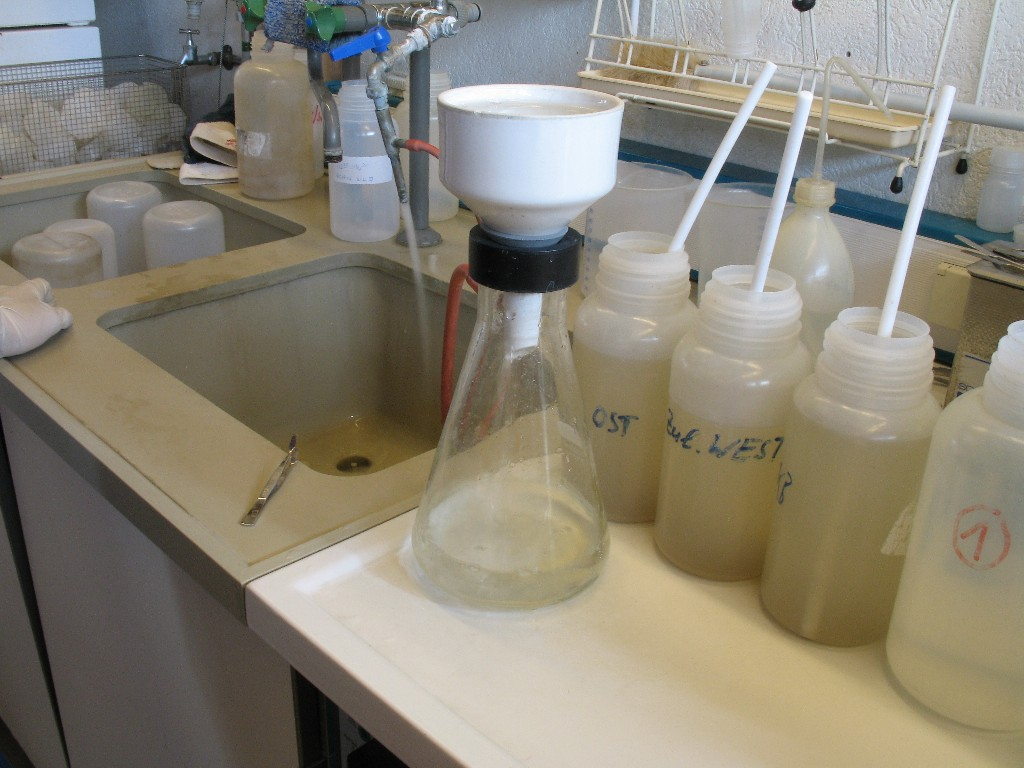
Sugfiltrering pågår.

Sugfiltrering är en snabb filtreringsmetod som används inom framförallt kemi för att skilja fasta partiklar från en vätska, där man med hjälp av undertryck suger vätskan genom filtret.

## Princip
Filtreringsanordningen består vanligen av en Büchner-/Hirschtratt (2) med filtrerpapper (1) eller en glasfilterdegel/-tratt, vilken är fäst vid en sugkolv (4) genom en gummimanschett (3). Filtratet (den renade vätskan) hamnar i sugkolven och de bortfiltrade partiklarna hamnar på filtret. För att åstadkomma undertryck i sugkolven, ansluts denna till en vakuumpump eller vattensug (8), ofta via en säkerhetsflaska (6), med slangar (5). Säkerhetsflaskan spelar en dubbel roll: Dels hindrar den att vatten från vattensugen hamnar i filtratet om man skulle få baksug och dels hindrar den att filtrat (som kan vara miljöfarligt) hamnar i avloppet. Som säkerhetsflaska kan man använda en Woulfe-flaska eller en (tom) vakuumsäker gastvättflaska som kopplas "baklänges".
Uppställningen är ganska instabil och användande av stativ med klämmor, för att hålla sugkolv och säkerhetsflaska upprätta, kan rekommenderas.
Vid avstängning är det viktigt att man släpper in luft i systemet innan man stänger vattenkranen, för att undvika baksug, vilket kan göras med hjälp av en luftkran eller genom att man "helt enkelt" lossar tratten från sugkolven.
Förutom att sugfiltrering är snabb, jämfört med "vanlig" filtrering där endast gravitationen drar vätskan genom filtret, suger den också bort mer vätska, vilket medför att man får något mer filtrat och därför även att fällningen (eller vad det nu är man filtrerat bort) blir renare (detta senare åstadkommer man dock främst genom att tvätta den med ren vätska). Dessutom har sugfiltrering även fördelen att man genom att fortsätta suga luft genom systemet torkar fällningen i viss mån, vilket kan spara tid om man sedan skall torka densamma med bättre metoder (som torkning i värmeskåp följt av placering i exsickator).

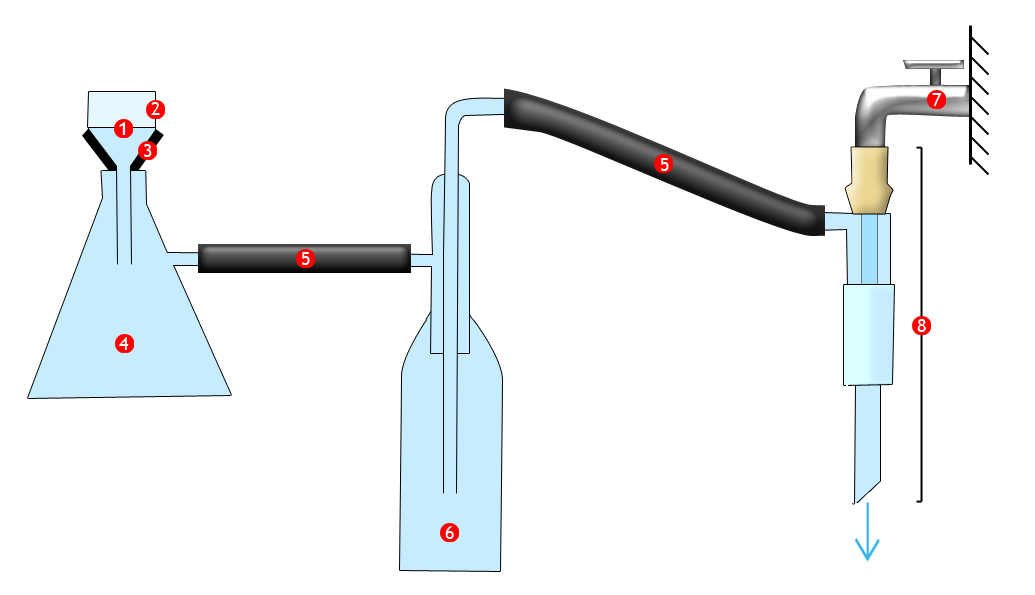
Sugfiltrering: 1. Filter, 2. Büchnertratt, 3. Gummimanschett, 4. Sugkolv, 5. Luftslang, 6. Säkerhetsflaska, 7. Vattenkran, 8. Vattensug.